# Beef Shorthorn
Beef Shorthorn è il nome di una razza bovina originaria della contea di Durham in Inghilterra.
Comprende diverse varietà che sono vere e proprie razze: Scotch Beff Shorthorn, Milking Shorthorn, Northern Dairy Shorthorn, Lincoln Red Shorthorn e Polled Shorthorn. 
È molto adatta all'allevamento al pascolo. Viene allevata in Gran Bretagna, ma è diffusa anche negli USA, in Sud America e in molti altri paesi.

## Caratteristiche della razza
Il colore del mantello è variabile dal rosso, bianco e ubero (peli rossi e bianchi). Il peso vivo è di 7-9 q per le femmine e di 12-13 q per i maschi. L'altezza è di 130-135 cm per le femmine e di 135 cm per i maschi.
Le vacche dopo il parto allattano i vitelli, ma a volte la produzione di latte è scarsa.
Razza precoce con rapido accrescimento. I capi allevati al pascolo in un anno possono pesare più di 400 kg. Elevata resa al macello. In genere vi è una eccessiva presenza di grasso sottocutaneo, periviscerale ed intramuscolare.

## Storia della razza
Creatori di questa razza furono i fratelli Colling, che, nel 1783, iniziarono la selezione partendo da soggetti di due razze locali, la Holderness e la Teeswater.
Inizialmente era selezionata sia come razza da carne che da latte. Agli inizi degli anni settanta, a causa dell'introduzione di razze bovine continentali nel Regno Unito, si decise di introdurre nella selezione sangue da una razza francese (Maine-Anjou) al fine di aumentare la taglia.
La Scotch Beef Shorthorn è la Shorthorn storica. Libro Genealogico dal 1822.